# آشوت قازاریان (فرد نظامی)
آشوت واغارشاکی قازاریان (ارمنی: Աշոտ Վաղարշակի Ղազարյան؛ زادهٔ ۱۱ ژوئیهٔ ۱۹۲۱ - درگذشته ۱۸ اکتبر ۱۹۹۵) یک فرد نظامی، و خاطره‌نویس اهل ارمنستان بود .

## زندگی‌نامه
در ۱۱ ژوئیهٔ ۱۹۲۱ در چیفتکیلیسا به دنیا آمد و از آکادمی نظامی نیروهای زرهی مالینوفسکی فارغ‌التحصیل شد. وی از سال ۱۹۴۳ عضو حزب کمونیست اتحاد جماهیر شوروی بود. وی همچنین برنده قهرمان اتحاد شوروی (۱۹۴۵)، نشان لنین (۱۹۴۵)، نشان جنگ میهنی درجه یک (۱۹۸۵)، نشان پرچم سرخ (۱۹۴۲ و ۱۹۴۳)، نشان پرچم سرخ کار (۱۹۸۲)، نشان ستاره سرخ (۱۹۵۵) و جایزه دولتی ارمنستان شوروی (۱۹۶۷) شده است. وی در ۱۸ اکتبر ۱۹۹۵ در سن ۷۴ سالگی در مسکو درگذشت و در آرامستان مرکزی ایروان (توخماخ) به خاک سپرده شد.

## یادداشت
1. ↑  Խորհրդա-ֆիննական պատերազմ
2. ↑  Զրահատանկային զորքերի ռազմական ակադեմիա